# Hermeton-sur-Meuse
Hermeton-sur-Meuse (en wallon Ermeton-so-Mouze) est une section de la commune belge d'Hastière située en Région wallonne dans la province de Namur.
C'était une commune à part entière avant la fusion des communes de 1977.

## Évolution démographique
- Source: DGS, 1831 à 1970=recensements population, 1976= habitants au 31 décembre

## Histoire
Le 24 août 1914, le 106e IR de l'armée impériale allemande passa par les armes 10 civils et détruisit 78 maisons lors des atrocités allemandes commises au début de l'invasion.

## Personnalités
- Dominique Philippe, artiste peintre né en 1947, a vécu à Hermeton-sur-Meuse de 2003 à 2010.